# Automorfizam grafa
Automorfizam grafa, svojstvo grafa u teoriji grafova. Predstavlja permutaciju skupa vrhova {\displaystyle V(G)} koja čuva susjednost. Grupa automorfizama {\displaystyle Aut(P)} Petersenova grafa je simetrična grupa {\displaystyle S_{5}} te je ukupan broj automorfizama jednak 120. Po Lovaszoj slutnji, graf {\displaystyle G} je tranzitivan po vrhovima ako za svaki par vrhova {\displaystyle u} i {\displaystyle v} iz {\displaystyle G} postoji automorfizam na {\displaystyle G} koji preslikava {\displaystyle u} u {\displaystyle v}. Još uvijek nije otkriven niti jedan graf koji je tranzitivan po vrhovima, a da nema Hamiltonov put. Slutnja se pokazala točnom za razne klase grafova, no još uvijek nije pronađen dokaz.